# بخش چم خلف‌عیسی
بخش چم خلف‌عیسی یکی از بخش‌های تابعه شهرستان هندیجان در استان خوزستان در جنوب غربی ایران است.

## تقسیمات کشوری
- بخش چم خلف‌عیسی
  - دهستان چم خلف‌عیسی
  - دهستان سورین

شهرها: زهره

## نام جدید
این بخش در سال ۱۳۸۶ شهر زهره نام گرفت. این شهر تا پیش از این، با نام چم به معنی کنارهی رودخانه و خلف و عیسی دو برادر نامگذاری شده بود.

## جمعیت
بنابر سرشماری مرکز آمار ایران، جمعیت بخش چم خلف عیسی شهرستان هندیجان در سال ۱۳۹۰ برابر با ۸۶۵۳ نفر بوده است <

## امامزاده
- امامزاده بی بی. دختر امام موسی کاظم
- امام زاده بی بی عصمت از نوادگان حسن مجتبی.